# Gregg Wylde
Clark Robertson (ur. 23 marca 1991 w Kirkintilloch) – szkocki piłkarz występujący na pozycji pomocnika w Plymouth Argyle.